# 田穰苴
司馬穰苴（？—？），妫姓，田氏，名穰苴，春秋时代後期齐国的将军、大夫、軍事家、軍事理論家，田完的后裔。田穰苴活躍於前6世紀末至前5世紀初，輔佐齊景公，因官拜大司馬，因此又被稱為司馬穰苴。

## 經歷
齐景公相国晏婴推荐穰苴，並說：「雖說穰苴為田家之妾生子，可他的文才能使眾人歸附，武略能使敵人膽怯，望您能試用此人。」齐景公召見穰苴，與他共議用兵之事。齊景公欣喜，立命穰苴为上将军，派穰苴收复晋燕两国侵占的国土。穰苴為樹立威信，請景公派大臣為監軍，景公派了寵臣莊賈，穰苴與莊賈約曰：“第二天中午，在軍營正門見面。”莊賈一向驕橫，和亲戚飲酒相送，閱兵時遲到，穰苴依軍法斬殺了莊賈。
但莊賈被捕時，秘密派人至宮中求救，不久，景公派特使駕車奔馳，前來向穰苴传达了景公特赦庄贾的命令，穰苴回答：“将領領導部隊時，有時可以不接受君主的命令。”穰苴問军正：“在部隊中奔馳，該當何罪？”军正回答“当斩”，来使大惧，恳求饶命。穰苴说：“他是欽差，不可以殺他。”遂釋放了特使，斬殺了車夫，又命令武士拆车，把马砍死，以示三军。
司马穰苴执法严明，使军心大振，同時穰苴對士兵的生活起居，如營舍住宿和食物、藥品等事都非常關切，樣樣親自查訪探問，並將自己的俸祿分給士兵，自己只喫全部隊最低標準的食物。於是士兵勇敢，紛紛效死，击败晋燕军队，收回失去的国土，回國官拜大司馬，因此被稱為司馬穰苴，田氏勢力越發膨脹。
鲍氏、高氏、国氏等貴族将穰苴视为眼中钉，不断地在齐景公面前诽谤穰苴，于是齐景公将穰苴罷黜，不久后穰苴憂憤而病死。田氏宗主田乞与族人田豹因此痛恨三氏。日后田乞的儿子田恒将鲍氏、高氏、国氏族灭。田常的曾孙齐威王田因齐将司马穰苴的兵法附于古兵法之后，称为「司马法」。

## 延伸阅读
[在维基数据编辑]
 在维基文库阅读此作者作品
 《史記/卷064》，出自司馬遷《史記》